# 949
Năm 949 là một năm trong lịch Julius.